# مي فاروق
مي فاروق فنانة مصرية، من مواليد محافظة القاهرة في 9 سبتمبر 1982م.

## بداياتها
كانت بدايتها الفنية مبكرة، بدأت الغناء، وهي في سن 8 في كورال سليم سحاب بالأوبرا.والديها هما من اكتشفا موهبتها في الغناء وساعداها على تنمية موهبتها.

## ارتباطات
ارتبطت مي بالأوبرا. قالت مي في لقاء مع الإعلامي عمرو الليثى خلال حلقة 13 مايو 2013 في برنامج 90 دقيقة أنها جهزت نفسها للغناء واختارت الطريق اللى أتربت عليه، وهي الأوبرا وأتعرفت واتشهرت من خلالها، وقالت أنها تعتبر "أم كلثوم" الأفضل لانها الأصعب وهي بتميل للتحدى والشجاعة، وقالت أنها أتربت على صوت محمد عبدالوهاب.

## أغاني
- اديني حب
- ياملك
- آه ياطير
- الشتا
- كام ليلة
- كدبت عينيا
- مش هتلاقى
- دعاء قدرنى ياربى
- أوبريت مصر المأمنه
- اغاني مسلسل الليل وآخره
- تتر مسلسل أمراه من الصعيد الجوانى
- تتر مسلسل العنكبوت
- تتر مسلسل عرب لندن
- تتر مسلسل صبيان وبنات
- تتر مسلسل كلام نسوان
- تتر مسلسل علماء المسلمين
- تتر مسلسل الزوجة الثانية
- أوبريت ثورة شعب
- أوبريت مين ده اللى هيقدر
- تتر مسلسل السبع بنات

## وصلات خارجية
- مي فاروق على موقع قاعدة بيانات الأفلام العربية